# 무숙자
무숙자(일본어: 無宿者 무슈쿠모노[*])는 에도시대의 호적대장인 종문인별개장에 이름이 누락된 사람을 말한다. 이름은 “무숙자”라고 하지만 반드시 노숙인인 것은 아니었다. 
무숙자의 구성은 연좌제를 두려워한 친족에게 의절을 당한 조닌 등도 있었지만, 대부분은 텐메이 대기근과 상업발달에 따른 농촌 파탄에 의해 도시로 흘러들어온 몰락농민 출신이었다. 태어난 촌이나 정(町)을 벗어나 일정 기간이 지나면 인별장에서 이름이 말소되어 무숙자 신세가 되는 것이다.
다누마 오키쓰구가 막정을 집정한 텐메이 연간에는 정세불안으로 인한 무숙자들이 에도 주변에 대량 유입되어 각종 흉악사건을 일으켜 막부는 다양한 정책을 강구하였다. 많은 무숙자들이 품팔이로 연명하다 범죄자로 전락하였고, 딱히 범죄를 저지르지 않아도 무숙자라는 이유만으로 예비검속되기도 했다. 이렇게 체포된 무숙자들은 사도 금광을 비롯한 절도에 유배되어 노동력으로 사용되었다.
체포된 무숙자는 “부슈(武州) 무숙 곤베에”, “죠슈(上州) 무숙 몬지로” 하는 식으로 “출신지+무숙+이름” 식으로 불렸다.